# Go Cat Go
Go Cat Go är ett rockabillyband från Maryland i USA. 

## Medlemmar
Senaste medlemmar
- Bill Hull - gitarr (1989-1993)[1][2]
- Darren Lee Spears - sång, akustisk gitarr (1989-1993; död 1993)[3][2]
- Lance LeBeau - trummor (1989-1993)[1][2]
- Brian Freeman - ståbas[1][2]

Tidigare medlemmar
- Paul Turley - elbas (1989-1990)[2]

## Diskografi
Samlingsalbum
- 1997 - Lets Hear It Once Again For... (CD)[4]

EP
- 1991 - Go Cat Go (10" vinyl)[5]

Singlar
- 1994 - Who Was That Cat / Please Mama Please (7" vinyl)[5]